# كلية ديكنسون للقانون - جامعة بنسلفانيا
كلية ديكنسون للقانون - جامعة بنسلفانيا، أو مدرسة ديكنسون للقانون سابقًا، هي كلية قانون عامة في كارلايل، بنسلفانيا. وهي واحدة من كليتي الحقوق المعتمدين بشكل منفصل في جامعة ولاية بنسلفانيا. وفقًا لإحصاءات خاصة بـالكلية، جري توظيف 95 ٪ من خريجي عام 2019 بعد تسعة أشهر من التخرج.

## التاريخ
تقدم الكلية درجتي JD و LL.M. في القانون، وتضم عددًا من العلماء الزائرين. افتتح القاضي جون ريد كلية الحقوق في عام 1834، وكانت قسمًا قانونيًا في كلية ديكنسون، المسماة على اسم الأب المؤسس جون ديكنسون. ثم صار القسم كلية مستقلة في عام 1890 وانتهى كل الانتماء لكلية ديكنسون في عام 1917.
في عام 2000، أكملت جامعة ولاية بنسلفانيا وكلية ديكنسون للقانون عملية اندماج بدأت في عام 1997. من عام 2006 حتى عام 2014، عملت كلية ديكنسون للقانون في ولاية بنسلفانيا كمدرسة واحدة للقانون لها حرمين جامعيين - أحدهما في كارلايل، بنسلفانيا والآخر في يونيفيرسيتي بارك، بنسلفانيا. في صيف عام 2014، تلقت ولاية بنسلفانيا موافقة من ABA لتشغيل الحرمين الجامعيين كمدرستين منفصلتين للقانون (معروفتين الآن باسم ولاية بنسلفانيا للحقوق وديكنسون للحقوق)، وكلاهما يشتركان في تاريخ وإنجازات مدرسة ديكنسون للقانون. في نوفمبر 2022، أعلن رئيس جامعة ولاية بنسلفانيا نيلي بندابودي عن فريق عمل لتنفيذ التوصية بدمج المدرستين في كيان واحد، على أن يكون الموقع المفضل في حرم ديكنسون.

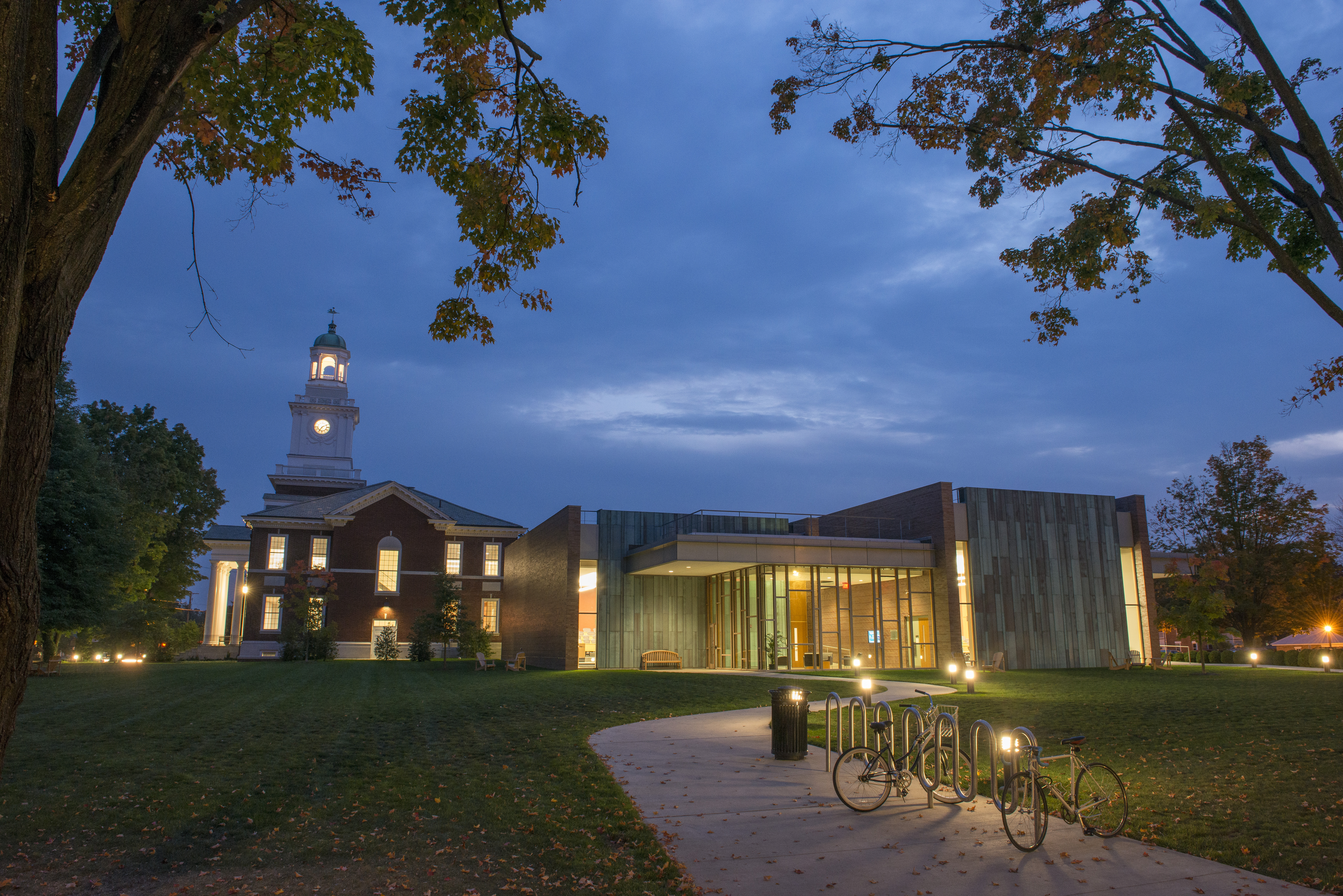
الكلية من الخارج ليلًا

## قاعة لويس كاتز
جرى تسمية قاعة لويس كاتز على شرف المحسن ورجل الأعمال لويس كاتز لمنحه 15 مليون دولار إلى كلية الحقوق كمانح رئيسي لمشروع البناء والتجديد الذي بدأ في يناير 2008 وانتهى في يناير 2010، وواستغرق مشروع الإنشاء عامين بقيمة 52 مليون دولار، وقد تضمن إضافة قاعة لويس كاتز الجديدة الأنيقة المزودة بأنظمة الاتصالات السمعية والبصرية الرقمية المتقدمة عالية الدقة لربط ديكنسون للقانون ليس فقط بحرم جامعة ولاية بنسلفانيا ولكن بمواقع في جميع أنحاء العالم.
تضمن المشروع تجديدًا شاملاً لمبنى Trickett Hall التاريخي، وهو موقع كلية الحقوق منذ عام 1918، والذي يضم مكتبة كلية الحقوق، التي سميت على شرف H. Laddie Montague. الذي تبرع بأربعة ملاينن دولار للكلية. وقد جرى تجديد قاعة لويس كاتز في ديكنسون وإعادة بنائها لتتوافق مع معايير LEED الفضية. تتميز المرافق بفصول دراسية على أحدث طراز وقاعة محكمة وفناء خارجي وسقف أخضر نباتي صديق للبيئة.

## المنهج الدراسي
يبدأ منهج كلية ديكنسون للحقوق بأساسيات القانون الوطني والدولي. يجب على طلاب المستوى 1L خلال عامهم الأول إكمال دورات في الإجراءات المدنية والقانون الدستوري والعقود والقانون الجنائي والممتلكات والحجج القانونية والإقناع الواقعي والأضرار. يدرس طلاب السنة الأولى أيضًا ممارسة القانون في عالم عالمي: السياق والكفاءات، حل المشكلات : المحامي والعميل، المحامي ككاتب. يُطلب من الطلاب المشاركة في التدريب العملي الذي يبدأ في السنة الأولى من البرنامج بمقابلات محاكاة مع العميل تحت إشراف محامٍ مرخص وتبلغ ذروتها في 12 ساعة معتمدة من التعلم التجريبي بعد التخرج. هذا بالإضافة إلى المقررات المطلوبة التي تشمل فصلين دراسيين من البحث والكتابة.
في كلية ديكنسون للحقوق، يجب أن يمارس الطلاب ستة على الأقل من 12 رصيدًا تعليميًا تجريبيًا مطلوبًا في بيئة ممارسة واقعية، مثل تدريب قانوني معتمد في إحدى الهيئات القانونية الداخلية في كلية الحقوق ؛ فترة تدريب في مكتب حكومي أو غير ربحي أو مكتب خاص ؛ أو الانغماس الكامل في برنامج الفصل الدراسي في الممارسة ؛ أو مكان دولي. تتميز السنتين الثانية والثالثة في الكلية بمواد اختيارية على صورة "المحامي كـ...": وفرص التعلم التجريبي التي تنظمها الطريقة التي يستخدم بها المحامون تدريبهم. الدورات المطلوبة بعد الانتهاء من السنة الأولى تشمل حل المشكلات (المستوى III): المحامي كمقنع، وممارسة القانون في عالم عالمي: السياق والكفاءات (مستوى II).

## خريجون متميزون
- ماثيو دبليو. بران، قاضي في محكمة المقاطعة لمنطقة وسط بنسلفانيا.
- بيل بوفالينو  [لغات أخرى]‏، محامي جيمي هوفا
- كريستوفر ف. بورن، اللفتنانت جنرال في القوات الأمريكية الأمريكية، القاضي المحامي العام (TJAG).[12]
- ويليام دبليو كالدويل، قاضي في محكمة المقاطعة الوسطى في ولاية بنسلفانيا.[13]
- ميتشيل هاري كوهن، قاضي في محكمة مقاطعة نيو جيرسي.
- كريستوفر س. كونر، قاضي في المحكمة الجزئية الأمريكية للمنطقة الوسطى في ولاية بنسلفانيا.[14]
- بيدرو كورتيس، سكرتير كومنولث بنسلفانيا.
- أندرو جريج كورتين، حاكم الحرب الأهلية في بنسلفانيا (1861-1867)
- جاي ستيوارد ديفيس، محامي محاكمة بالتيمور، وأول طالب متفوق أمريكي من أصل أفريقي في كلية ديكنسون.
- J. Michael Eakin، قاضي محكمة بنسلفانيا العليا.
- جون إس. فاين، حاكم سابق لولاية بنسلفانيا (1951-1955).[15]
- مايك فيتزباتريك،عضو كونغرس الولايات المتحدة عن ولاية بنسلفانيا.[16]
- Robert S. Gawthrop III، قاضي في محكمة المقاطعة للمنطقة الشرقية من ولاية بنسلفانيا.
- جيم كيرلاخ، عضو كونغرس الولايات المتحدة من ولاية بنسلفانيا.[17]
- كيم ر. جيبسون، قاضي في محكمة المقاطعة للمنطقة الغربية في بنسلفانيا.[18]
- ميلتون دبليو. غلين (1903-1967)، مثل منطقة الكونجرس الثانية لنيوجيرسي من 1957 إلى 1965.[19]
- توماس إم. غولدن، قاضي في محكمة المقاطعة للمنطقة الشرقية من ولاية بنسلفانيا.
- Rick Gray، عمدة سابق لـ لانكستر (بنسلفانيا) (2006–2018)
- T. Millet Hand (1902–1956)، مثل دائرة الكونجرس الثانية لنيوجيرسي في مجلس النواب الأمريكي من عام 1945 إلى 1957.[20]
- John Berne Hannum، قاضي في محكمة المقاطعة للمنطقة الشرقية من ولاية بنسلفانيا.
- دانيال بي. هاينر (1854–1944)، ممثل الولايات المتحدة من ولاية بنسلفانيا.[21]
- آرثر جيمس، حاكم بنسلفانيا الأسبق (1939-1943).[22]
- تشارلز آلفين جونز، قاضي بمحكمة استئناف الولايات المتحدة للدائرة الثالثة ورئيس قضاة المحكمة العليا في بنسلفانيا
- John E. Jones III، قاضي في محكمة منطقة وسط بنسلفانيا، الذي أصدر الحكم بأن "تدريس التصميم الذكي في الفصول الدراسية العامة ينتهك شرط التأسيس الخاص بـ دستور الولايات المتحدة".
- Paul E. Kanjorski، عضو سابق بالكونجرس الأمريكي من ولاية بنسلفانيا.[23]
- لويس كاتز، المالك السابق لفريق كرة السلة بروكلين نتس.
- جاك كيني، محامي وزارة العدل الأمريكية
- John W. Kephart، قاضي في المحكمة العليا في بنسلفانيا (1919-1936)، ورئيس القضاة (1936-1940)
- Edwin Michael Kosik، قاضي في محكمة المقاطعة لمنطقة وسط بنسلفانيا.
- George Kunkel، سناتور ولاية بنسلفانيا (1937-1941)
- توم مارينو، عضو الكونجرس الأمريكي من ولاية بنسلفانيا والمدعي الأمريكي السابق للمنطقة الوسطى في ولاية بنسلفانيا.[24]
- Clarence Charles Newcomer (1923-2005)، قاضي في محكمة المقاطعة للمنطقة الشرقية من ولاية بنسلفانيا.
- جون بيتيت، محامي المقاطعة لفترة طويلة في مقاطعة واشنطن (بنسلفانيا).[25]
- Sylvia H. Rambo، أول امرأة تعمل كرئيسة قضاة في محكمة المقاطعة للمنطقة وسط بنسلفانيا.
- توم ريدج، الحاكم الأسبق لولاية بنسلفانيا (1995-2001)، والمساعد الأسبق لرئيس للأمن الداخلي (2001-2003)، ثم وزير الأمن الداخلي الأمريكي (2003-2005).[26]
- Carl Risch، مساعد وزير الخارجية للشؤون القنصلية
- Andrew Sacks، محامي محاكمة بنسلفانيا، أحد المحامين الأمريكيين القلائل الذين تعاملوا مع قضيتين تجاوزت قيمتهما 1 مليار دولار.[27]
- ريك سانتورم، عضو سابق بمجلس الشيوخ عن ولاية بنسلفانيا (1995-2007)[28]
- Lansdale Sasscer، 1914، عضو الكونجرس الأمريكي عن ولاية ماريلاند المنطقة الخامسة.[29]
- Ronald A. Sell، عضو جمعية ولاية ويسكونسن
- ميخائيل هنري شيريدان، قاضي في محكمة المقاطعة لمنطقة وسط بنسلفانيا.
- د. بروكس سميث، خريج 1976، قاضي في محكمة الاستئناف بالدائرة الثالثة.
- إدوارد جي. سميث، قاضي في محكمة المقاطعة للمنطقة الشرقية من ولاية بنسلفانيا.
- دونالد سنايدر (ماجستير تجارة وضرائب)، عضو في مجلس نواب بنسلفانيا 1981-2000 وممثل الأغلبية.
- Gerald J. Spitz، نائب ولاية بنسلفانيا للمنطقة 162 (1977-1984)

## روابط خارجية
- الموقع الرسمي
- الشعار الرسمي